# Robert Dean Frisbie
 (juillet 2017).
Si vous disposez d'ouvrages ou d'articles de référence ou si vous connaissez des sites web de qualité traitant du thème abordé ici, merci de compléter l'article en donnant les références utiles à sa vérifiabilité et en les liant à la section « Notes et références ».
Robert Dean Frisbie, né le 17 avril 1896 à Cleveland (Ohio), et mort le 19 novembre 1948, à Avatiu, aux îles Cook, est un écrivain américain, auteur de nombreux livres sur les îles des mers du Sud.
Il a passé la plus grande partie de sa courte vie dans le Pacifique sud.

## Jeunesse
Fils de Arthur Grazly Frisbie et de Florence Elizabeth Johnston, Robert Dean Frisbie est né le 17 avril 1896 à Cleveland, en Ohio (États-Unis). 
Engagé dans l’US Army au cours de la Première Guerre mondiale, les médecins pronostiquèrent à son retour que sa santé dégradée ne résisterait pas au froid rigoureux d’un nouvel hiver américain. Il s’embarque alors à destination des îles des mers du Sud, où il passera le restant de sa vie, entre la Polynésie française, les îles Cook et les Samoa. 
Trouvant dans les îles la beauté et la pureté originelle dont son âme était éprise, il s’y nourrira d’exotisme, de solitude et d’absolu. Il s’installera à Pukapuka (îles Cook) et fondera une famille – après avoir passé quelques années à Tahiti, où il cultiva une forme de laisser-aller et un relâchement moral qui le feront apparaître aux yeux de nombreux concitoyens comme un beachcomber parmi d’autres.  
A Pukapuka, Frisbie rencontre Ngatokorua, une Polynésienne âgée de 16 ans. Mariés en 1928 à Penrhyn, au nord des îles Cook, ils eurent cinq enfants : Charles, Florence, William, Elaine et Ngatokorua.

## L’écriture, les voyages
Sa nouvelle vie dans les îles Cook lui inspira de nombreux ouvrages : articles, nouvelles, romans. Il collabora à divers périodiques, notamment au magazine The Atlantic Monthly.
Solitaire et exalté, amoureux des îles, il a toujours eu pour la population insulaire une sympathie dont il nourrira son œuvre. 
Frisbie a voué sa vie à l’écriture. Il entretenait deux rêves, jusqu’à l’obsession : écrire une œuvre originale dont il serait le sujet, et construire un bateau sur lequel il vivrait et voyagerait d’île en île. Il ne réalisera ni l’un ni l’autre de ses rêves. Il dira lui-même à son ami James Norman Hall : « Toute ma vie j’ai voulu écrire une grande œuvre sérieuse, mais je n’ai pas le don. » 
Plusieurs de ses livres seront refusés par les éditeurs ; il vivra dans le dénuement, nourrissant sa nombreuse famille grâce à sa pension militaire de 50 dollars mensuels. Mais même dans les moments les plus sombres, il continue d’écrire. Un extrait d’une lettre transmise de Pukapuka à James Norman Hall, le 25 novembre 1934, résume son état d’esprit et sa situation : « Nous sommes tous en bonne santé, même si nous sommes réellement très pauvres. (…) La vieille envie d’écrire me donne le courage de continuer malgré le manque d’intérêt des éditeurs et des lecteurs. Je me dis parfois que je n’aurais jamais dû essayer d’écrire ! Comme d’habitude, ma vie est centrée sur une chose : mon cotre de dix tonnes ! »
Après la mort prématurée de sa femme, victime de la tuberculose, il élèvera seul ses cinq enfants. Son goût de la solitude l’amenait fréquemment à s’isoler, avec sa famille, sur un îlot ou un bout d’île ; c‘est ainsi qu’en 1942 il séjourna un an à Suwarrow, un atoll inhabité des îles Cook – il parle de cette expérience dans L’île du désir. Au cours de ce séjour, un terrible ouragan submergea en quelques heures seize des vingt-deux îlots du lagon. Frisbie, pris au piège et n’ayant pas d’autre choix que de faire face, attacha ses quatre enfants à la plus haute branche d’un tamanu (les branches des tamanus sont assez flexibles pour ne pas casser), les mettant ainsi à l’abri d’une mort qui, sans cette acuité d’esprit, eût été inéluctable. 
Frisbie racontera son expérience de Suwarrow à Tom Neale, qui sera transcendé par ce récit et ne poursuivra plus qu’un seul but : partir à Suwarrow.
Désabusé, Frisbie écrit de Suwarrow à son ami James Norman Hall : « Je veux que tu le saches, même si tu dois le savoir depuis longtemps : je suis un idéaliste frustré. »
Très proche de ses enfants, une grande connivence intellectuelle le liait en particulier à sa fille Florence ‘Johnny’ Frisbie, qui a écrit, à 13 ans, un livre autobiographique (avec l’aide de son père) considéré comme le premier roman publié par un auteur originaire du Pacifique Sud – et qui a été étudié, en tant que tel, à l’occasion de colloques sur la littérature océanienne.

## Dernières années
Des conditions de vie difficiles finirent par affecter son état de santé, déjà fragile. En 1943, il fut évacué par la marine américaine dans un hôpital militaire des Samoa, où les médecins lui diagnostiquèrent une tuberculose. À sa sortie d’hôpital, bien qu’affaibli, il reprit ses pérégrinations et ses activités littéraires.

« Nous n’écrivons pas en premier lieu pour de l’argent. Notre espoir secret est de nous perpétuer dans l’avenir. »

Robert Frisbie est mort à Avatiu (îles Cook), du tétanos. Ses enfants furent pris en charge au sein de différentes familles grâce à la mobilisation de ses amis de la communauté littéraire : Johnny et ses sœurs partirent à Hawaï, tandis que les garçons étaient accueillis en Nouvelle-Zélande.

### Livres
- The Book of Puka-Puka (A Lone Trader on a South Sea Atoll), 1929.
- My Tahiti, 1937.
- Mr. Moonlight’s Island, 1939.
- The Island of Desire (The Story of a South Sea Trader), 1944.
- Amaru: A Romance of the South Seas, 1945.
- Dawn Sails North, 1949.

### Articles
- Fei-Hunting in Polynesia, 1924.
- Palmleaf Gambling Hells, 1925.
- The Island of Women, 1926.
- Prize-Fighting in the Pacific, 1926.
- Armchair Yachting: A Droll Discourse on the Rather Comfortable Technique of Yachting in the Tropics, 1927.
- At Home in Puka-Puka, 1928.
- Business as Usual, 1928.
- Adventures in a Puka-Puka Library, 1929.
- Fishing With King-of-the-Sky, 1929.
- Fishing for Steak and Eggs, 1929.
- The Sea Afire, 1929.
- Mrs. Turtle Lays Her Eggs, 1929.
- Puka-Puka Neighbors, 1929.
- Magic Dances, 1929.
- A Kanaka Voyage, 1930.
- The Sex Taboo at Puka-Puka, 1930.
- The Ghost of Alexander Perks, A.B., 1931.
- Americans in the South Seas, 1931.
- Rum Row : Western, 1932.
- Cinderella at Puka-Puka, 1932.
- A Copra Island, 1932.
- The South Sea Myth, 1933.
- End of Oleaginous Culture?, 1934.
- Uninhabited Island, 1935.
- The Grandpapa of All the Fishes, 1936.
- Unconventional Journey, 1936.
- An Idyll in Polynesia (author uncertain), 1940.
- The Story of an Island: Marooned by Request, 1943.
- Economic Debauchery of Polynesians by Friendly Troops, 1944.
- Has Polynesia a Future Without a "Copra Economy"?, 1944.
- Cannibal to Commando, 1944.
- South Sea Authors, 1944.
- Mr. Ward Thought It Subversive, 1945.